# 이지호 (영화 감독)
이지호(1973년 5월 30일~)는 한국계 미국인 영화 감독으로, 미국의 뉴욕(New York) 주의 뉴욕 시티 출생이다. 
신장은 173cm이고, 1995년 미국 웨슬리언 대학교 경제학과를 학사 졸업했으며, 3년 후에는 하버드 대학교 경영대학원에서 경영학 석사(MBA) 학위를 획득하였다. 1995년부터 어언 3년간 영화평론 작가로 활약하기도 했던, 그가 감독한 영화로는 1999년 독립 단편 영화 《"동화"》와 2008년 영화 《내가 숨쉬는 공기》가 있다. 2006년 배우 김민과 결혼하여, 슬하에 딸이 한 명 있다.

## 주요 감독 작품

### 영화
- 1999년 《동화》 - 독립 단편 영화
- 2008년 《내가 숨쉬는 공기》